# 빌라마이나
빌라마이나(이탈리아어: Villamaina)는 이탈리아 캄파니아주 아벨리노도의 코무네다.